# Берия, Николай Титович
Николай Титович (Дитоевич) Бе́рия (1925—1948) — красноармеец Рабоче-крестьянской Красной Армии, участник Великой Отечественной войны, Герой Советского Союза (1943).

## Биография
Родился в 1925 году в селе Одиши Сухумского района Абхазской АССР в семье крестьянина.
Получил начальное образование, работал в колхозе.
В январе 1943 года был призван на службу в Рабоче-крестьянскую Красную Армию. Участвовал в боях за освобождение Таманского полуострова, дважды был ранен. Был автоматчиком 6-го гвардейского стрелкового полка 2-й гвардейской стрелковой дивизии 56-й армии Северо-Кавказского фронта. Отличился во время Керченско-Эльтингенской операции.
2 ноября 1943 года Берия, несмотря на шторм и массированный пулемётный и артиллерийский огонь противника, успешно высадился на Керченском полуострове у посёлка Маяк (ныне — в черте города Керчь). 3 ноября он вместе с тремя бойцами: Дмитрием Герасимовым, Михаилом Плугарёвым и Николаем Постоковым отразил четыре немецкие контратаки, обеспечив удержание плацдарма. Получил тяжёлое ранение, но продолжил вести огонь по противнику. Из боя был вынесен уже в бессознательном состоянии и отправлен в тыловой госпиталь.

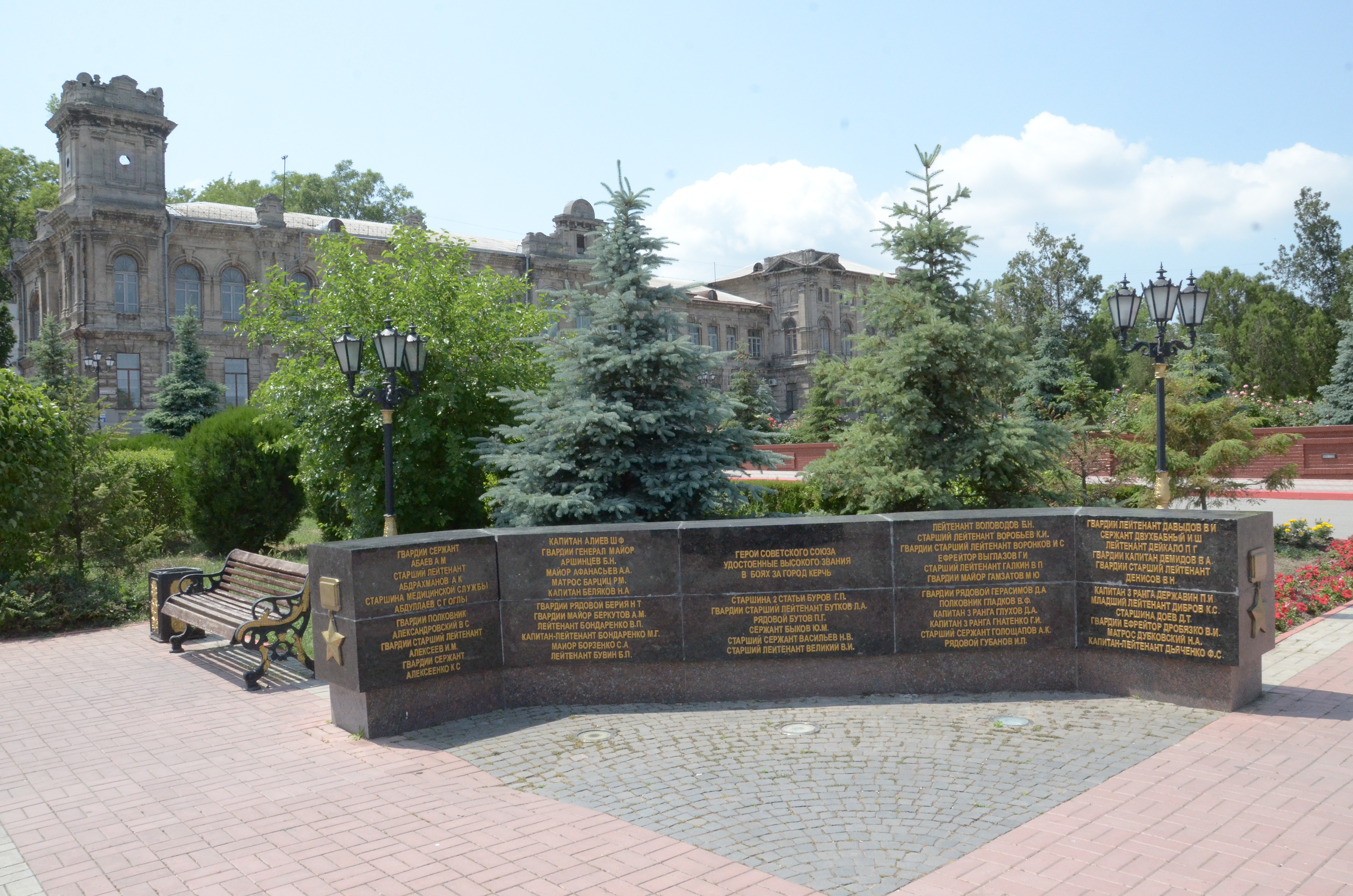
Имя Н. Т. Берия на стеле ГСС — освободителей Керчи

Звание Героя Советского Союза с вручением ордена Ленина и медали «Золотая Звезда» (№ 1160) гвардии красноармейцу Берии Николаю Титовичу присвоено 17 ноября 1943 года.
В наградном листе Берии Н. Т. записано:

«В этом бою герой-автоматчик Берия покрыв себя неувядаемой славой бесстрашно сражался за Родину, и достоин высокого звания — Герой Советского Союза».

.
После окончания войны Берия проживал и работал в Сухуми. Умер 17 ноября 1948 года от последствий ранений, полученных в боях.
Был также награждён рядом медалей.